# Andżelika
Andżelika ist ein weiblicher Vorname.

## Herkunft und Bedeutung
Der Name ist die polnische Form von Angelika.

## Bekannte Namensträgerinnen
- Andżelika Anna Możdżanowska (* 1975), polnische Politikerin und Journalistin